# Мураталієв Бейшенбай Тоголокович
Бейшенбай Тоголокович Мураталієв (1929, село Кашка-Суу, тепер Исик-Атинського району Чуйської області, Киргизстан — загинув 7 квітня 1973, тепер Киргизстан) — киргизький радянський діяч, секретар ЦК КП Киргизії. Депутат Верховної рада Киргизької РСР 6—8-го скликань. Кандидат економічних наук.

## Біографія
У 1951 році закінчив Ленінградський фінансово-економічний інститут.
У 1951—1954 роках — аспірант Ленінградського фінансово-економічного інституту.
Член ВКП(б) з 1952 року.
У 1954—1956 роках — викладач, доцент кафедри політичної економії Киргизького державного університету.
У 1956—1961 роках — завідувач сектору розміщення виробничих сил Інституту економіки Академії наук Киргизької РСР.
У 1961—1962 роках — завідувач відділу пропаганди та агітації ЦК КП Киргизії.
У 1963—1964 роках — завідувач ідеологічного відділу ЦК КП Киргизії.
28 грудня 1963 — 7 квітня 1973 року — секретар ЦК КП Киргизії.
Одночасно 30 липня 1964 — 1 липня 1971 року — голова Верховної ради Киргизької РСР.
Загинув в автомобільній аварії 7 квітня 1973 року.

## Нагороди
- два ордени Трудового Червоного Прапора
- медалі